# Brendon Stevens
Brendon Stevens (* 13. Januar 1988) ist ein ehemaliger südafrikanischer Eishockeyspieler, der für Teams aus Kapstadt in der Western Province Ice Hockey League spielte.

## Karriere
Brendon Stevens begann seine Karriere bei den Cape Town Rams in seiner Heimatstadt Kapstadt, für die er in der Western Province Ice Hockey League, einer der regionalen Ligen, deren Sieger den südafrikanischen Landesmeistertitel ausspielen, spielte. 2011 wechselte er zum Liga- und Lokalrivalen Cape Town Storm, wo er 2012 mit 24 Jahren seine Karriere beendete.

### International
Stevens stand im Juniorenbereich bei der U18-Weltmeisterschaft 2006 und der U20-Weltmeisterschaft 2008 für Südafrika jeweils in der Division III auf dem Eis. Mit der Herren-Nationalmannschaft nahm er an den Welttitelkämpfen der Division II 2009 sowie der Division III 2010 teil.